# Ellesmere Chaucer-manuscript

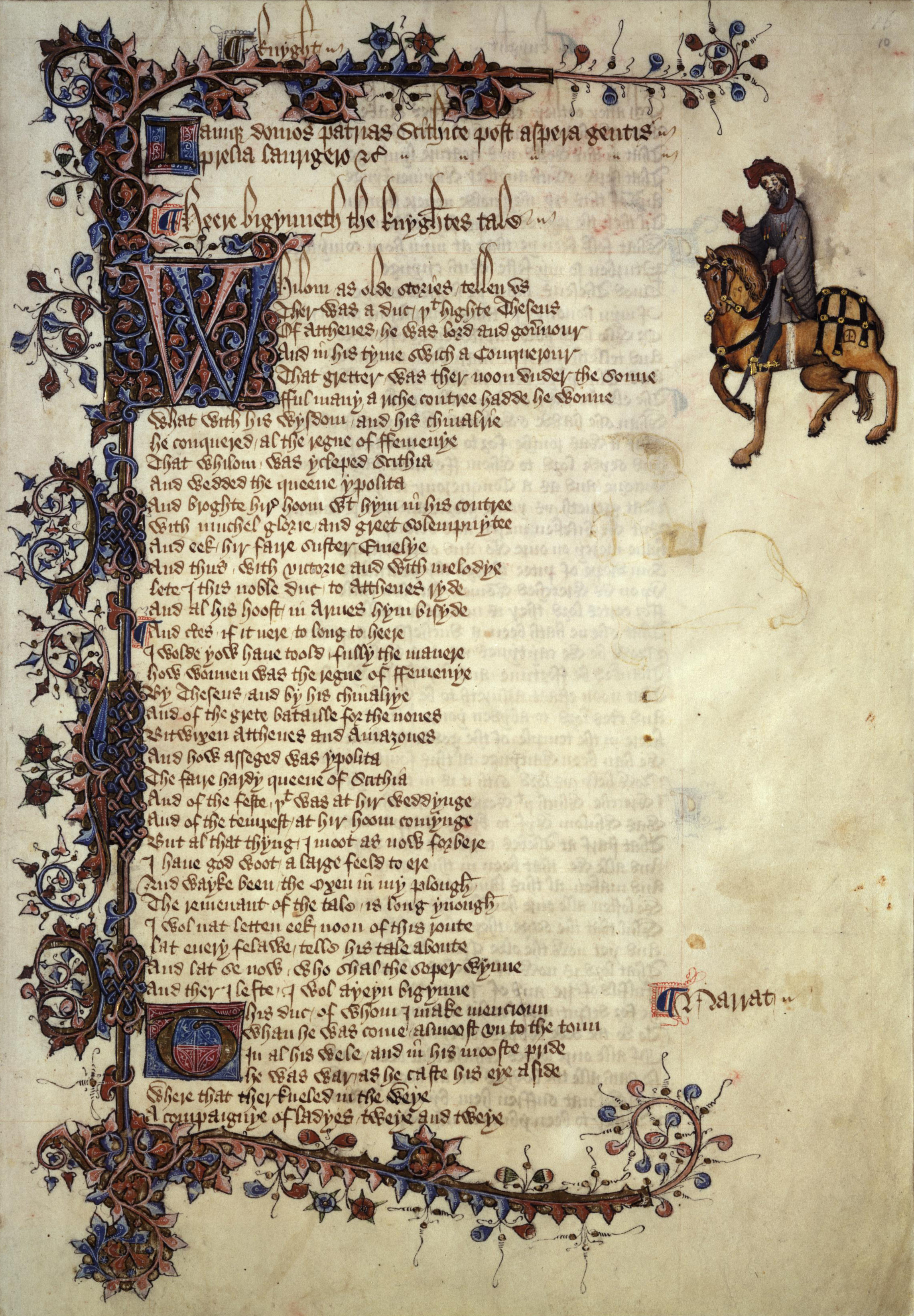
Openingspagina van The Knight's Tale in de Ellesmere Chaucer.

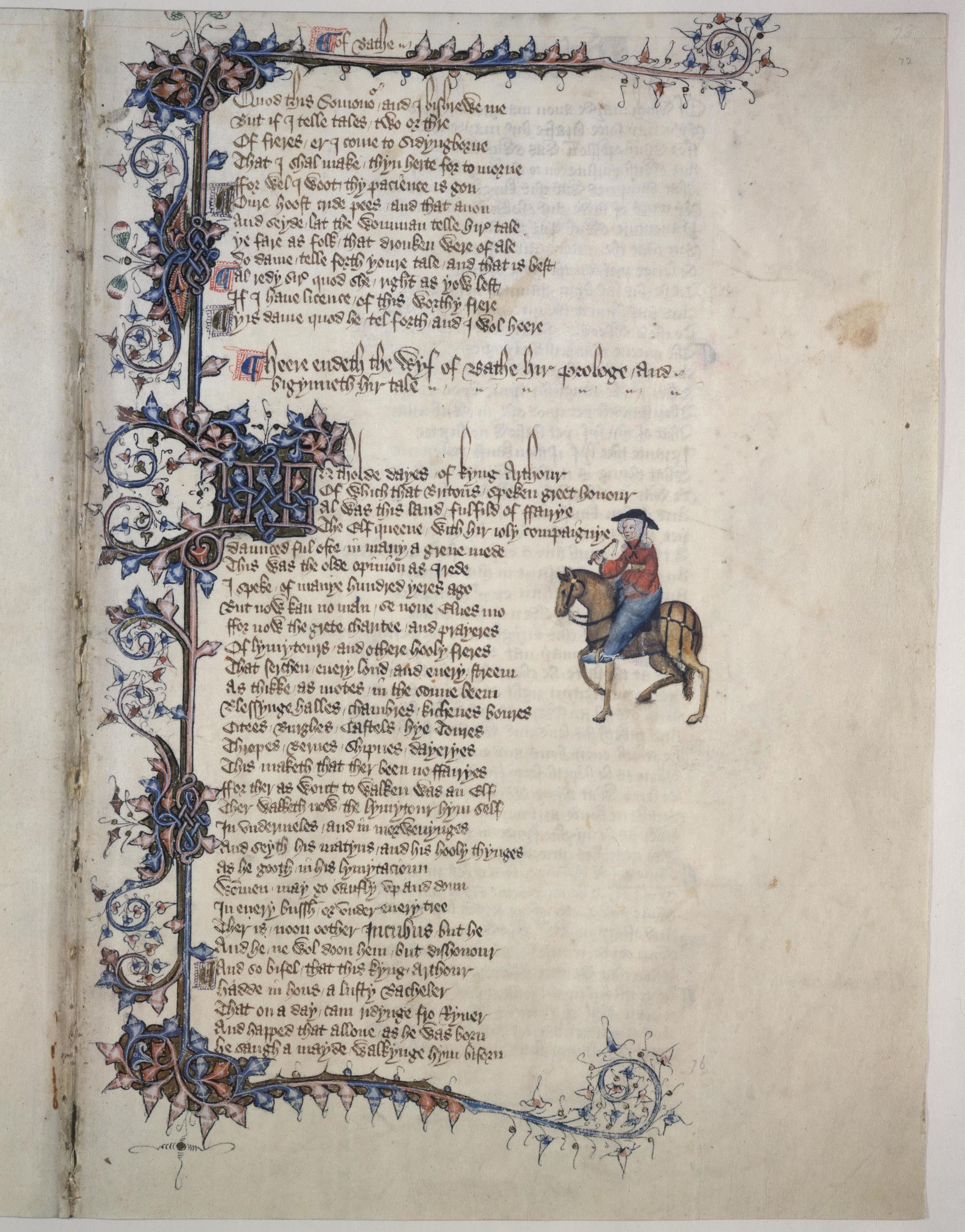
Openingspagina ven The Wife of Bath's Tale in de Ellesmere Chaucer.

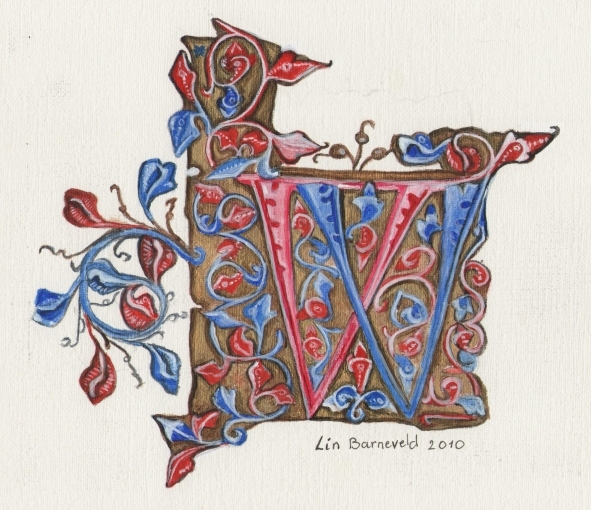
Initiaal W aan het begin van The Knight's Tale. Kopie in acrylverf door Lin Barneveld.

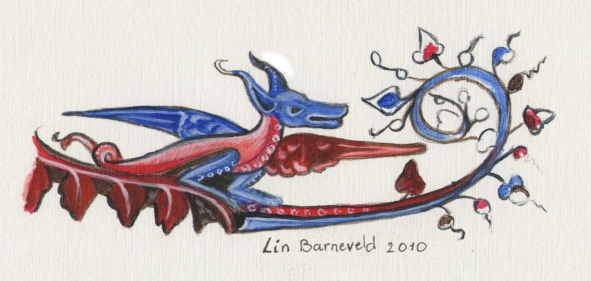
Drôlerie op de eerste pagina van de General Prologue in de Ellesmere Chaucer. Kopie in acrylverf door Lin Barneveld.

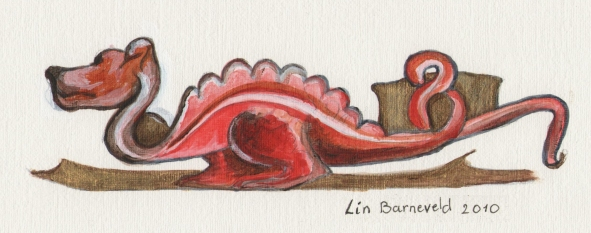
Drôlerie op de eerste pagina van de Prologue of The Clerk's Tale in the Ellesmere Chaucer. Kopie in acrylverf door Lin Barneveld.

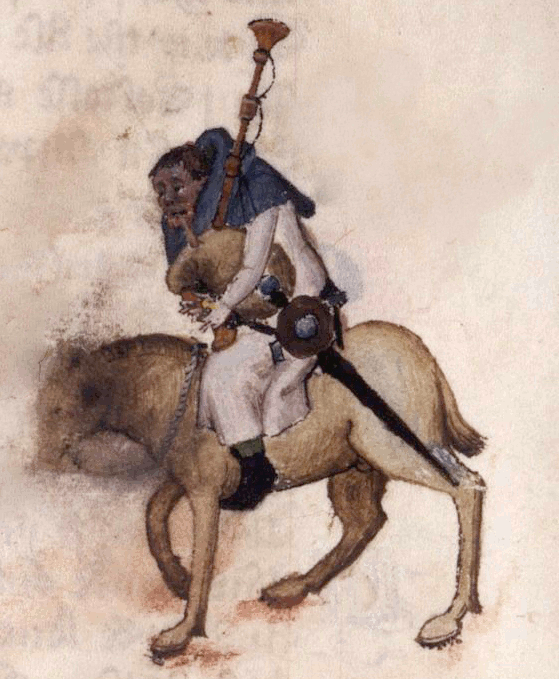
Portret van de Miller in de Ellesmere Chaucer.

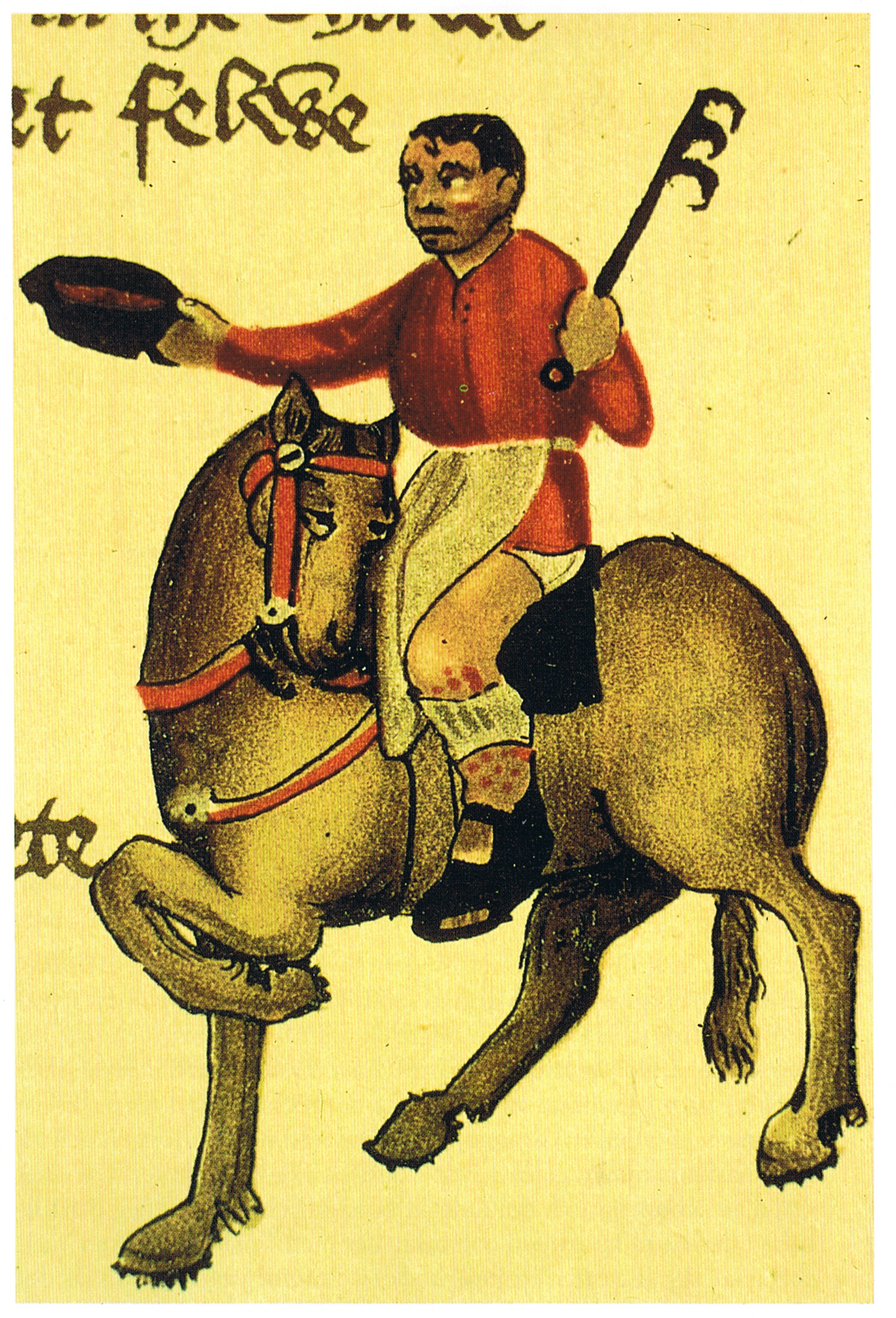
Portret van de Cook in de Ellesmere Chaucer.

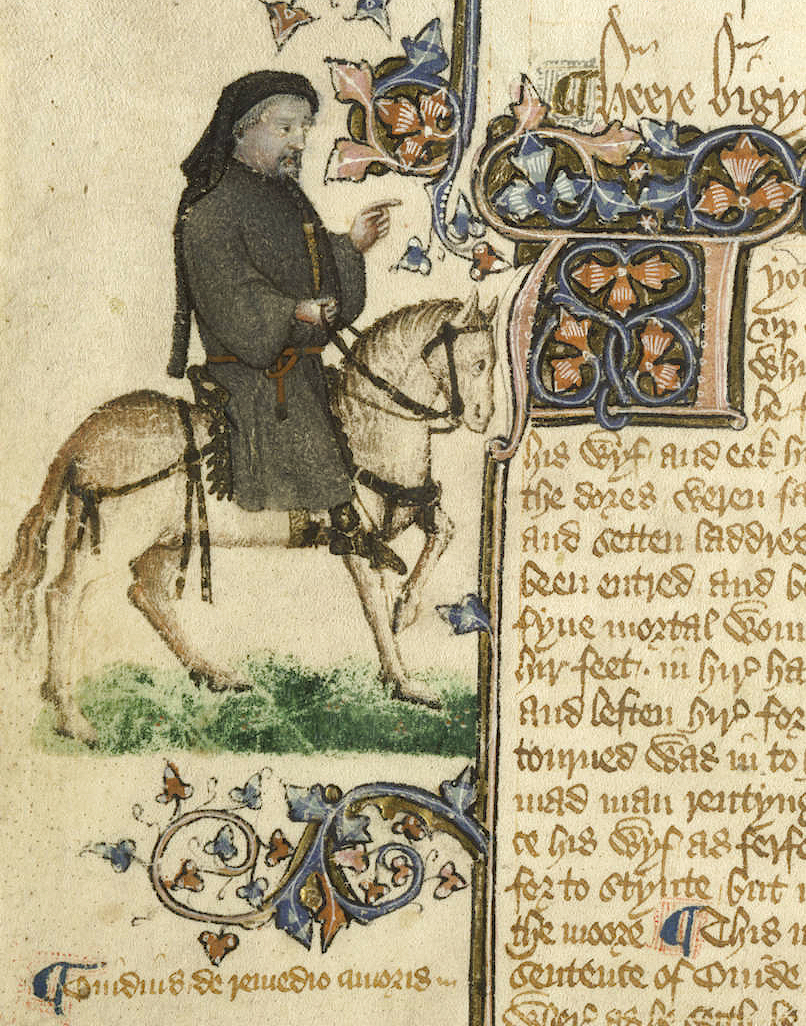
Chaucer als pelgrim in de Ellesmere Chaucer.

Het Ellesmere Chaucer-manuscript, of kortweg de Ellesmere Chaucer, is een vroeg-vijftiende-eeuws manuscript van The Canterbury Tales van Geoffrey Chaucer. Het manuscript wordt bewaard in de Huntington Library in San Marino, Californië, als MS EL 26 C 9,en wordt beschouwd als een van de belangrijkste, handgeschreven versies van The Canterbury Tales.

## Belang
De Ellesmere Chaucer is in meerdere opzichten belangrijk.
Het manuscript is een van de oudste overgeleverde manuscripten van The Canterbury Tales. Het werd omstreeks Chaucers dood in 1400 gekopieerd, maar er werd mogelijk al tijdens zijn leven aan gewerkt. Hoewel er nooit een holograaf van Chaucer werd gevonden, benadert de tekst van dit manuscript de originele versie waarschijnlijk zeer dicht. Toch was het pas met de editie van The Complete Works of Geoffrey Chaucer door Walter William Skeat, dat de Ellesmere Chaucer deze uitmuntende status verkreeg. Na Skeat werden vele edities gebaseerd op het Ellesmere Chaucer-manuscript, waaronder de Riverside Chaucer in 1987. Andere edities volgden de tekst van het Hengwrt Chaucer-manuscript, dat nu als het oudste overgeleverde manuscript van The Canterbury Tales wordt beschouwd. Voor welke van twee bovengenoemde handgeschreven versies men echter ook koos als tekstkritisch uitgangspunt, de andere werd daarnaast steeds uitvoerig geraadpleegd.
Het manuscript bevindt zich in een uitstekende conditie omdat het ongeveer drie eeuwen ongestoord in de bibliotheek van Sir Thomas Egerton (later Baron Ellesmere) en zijn familie werd bewaard. Daardoor is het bijzonder geschikt voor diepgaande studie.

## Geschiedenis
De vroegste geschiedenis van het Ellesmere Chaucer-manuscript is onzeker. In de loop der tijd zijn er in het manuscript echter namen genoteerd, waardoor kan worden aangenomen dat het verschillende eigenaars heeft gehad. Aan de hand daarvan is de geschiedenis van de Ellesmere Chaucer te reconstrueren.

### Opdrachtgever
Wie de opdrachtgever was voor de Ellesmere Chaucer is onbekend, maar gezien de luxueuze uitvoering van het manuscript moet het een welgestelde man of vrouw zijn geweest. Het is zelfs mogelijk dat Thomas Chaucer (ca. 1367-1434) die opdracht aan Adam Pinkhurst gaf, de scribent die al voor zijn vader gewerkt had.

### House de Vere
Vooraan in het manuscript is een gedicht opgenomen ter ere van 'House de Vere' of de graven van Oxford. Er wordt gewoonlijk naar verwezen als A Ballad on the House of Vere. Deze ballade, die door de schrijver ervan werd gesigneerd met 'P Rotheley', werd in de 15e eeuw toegevoegd. Het feit dat dit gedicht in de Ellesmere Chaucer werd opgenomen, wijst op een vroege associatie met de familie de Vere.
Deze familie dankt haar naam aan het dorpje Ver-sur-Mer, nabij Bayeux in Normandië en was waarschijnlijk van Deense origine. Tijdens de Normandische invasie in 1066 kwam Alberic de Vere, samen met zijn schoonbroer Willem de Veroveraar, naar Engeland. Als beloning voor zijn trouw en moed kreeg hij uitgestrekte bezittingen, die ooit eigendom waren van de Saksische leenheer Ulwine. Ze bestonden uit heerlijkheden in de graafschappen Essex, Suffolk, Cambridgeshire, Huntingdonshire en Middlesex. De De Veres waren ook heren van Cheniston, het huidige Kensington in Londen. Tot op de dag van vandaag is 'de Vere Gardens’ een vrij chique buurt in Kensington. Bovendien kreeg Alberic de Vere de heerschappij over Lavenham, het centrum van de wolhandel in Engeland.
Aubrey de Vere (ca. 1110-1194) werd de 1e graaf van Oxford, een titel die generaties lang in de familie zou blijven. John de Vere (1312-1360), 7e graaf van Oxford werd een van de beroemdste ‘vechtende graven van Oxford’. Hij stond bekend voor zijn moed en ridderlijkheid en hij was een van de beste generaals van koning Eduard III (1312-1377), voor wie hij vocht in Schotland, Frankrijk, Vlaanderen, Bretagne en Gascogne. Hij sneuvelde tijdens het beleg van Reims. Geoffrey Chaucer was daar in het gevolg van prins Lionel van Antwerpen en maakte daar ook deel uit van het Engelse leger. Chaucer werd omstreeks diezelfde tijd krijgsgevangen gemaakt in Rethel, een stadje ten noordoosten van Reims. Na betaling van een losgeld door Eduard III werd hij vrijgelaten. Ook Thomas de Vere (ca. 1336-1371), 8e graaf van Oxford, was als militair in dienst van de koning.
Aubrey de Vere (ca. 1338-1400), 10e graaf van Oxford, was een leeftijdsgenoot van Geoffrey Chaucer en Eduard III gebruikte hem als ambassadeur om vrede te sluiten met Frankrijk. Zijn zoon Richard de Vere (ca. 1385-1417), 11e graaf van Oxford, was ook een tijdgenoot, en dus geen onbekende, van Geoffrey Chaucer en zijn zoon Thomas. Na de dood van Richard in 1417, werd zijn zoon John de Vere (1408-1462), 12e graaf van Oxford, beschermheer van Thomas Beaufort (ca. 1377-1426), hertog van Exeter en in 1426 van Jan van Bedford (1389-1435), hertog van Bedford. Beide mannen waren bloedverwanten van Thomas Chaucer. Van Jan van Bedford is bekend dat hij verschillende verluchte manuscripten bestelde, waaronder het getijdenboek dat bekendstaat als Bedford Hours. Tot in 1513 bleef de Ellesmere Chaucer in het bezit van de familie de Vere.

### De familie Drury
Verscheidene aantekeningen of glossen, die in de 16e eeuw aan het manuscript werden toegevoegd, tonen aan dat het vanaf 1513 in het bezit was van de familie Drury.
“Robertus drury miles, William drury miles, Robertus drury miles, domina Jarmin, domina Jarningam, dommina Alington” en “Edwarde Waldegrave”
Deze glos verwijst naar Sir Robert Drury, naar zijn zonen, zijn dochters en zijn kleinzoon. Sir Robert Drury (?-1536) werd door Hendrik VII van Engeland geridderd na de Slag van Deptford Bridge in 1497. Hij was heer van het landgoed van Hawsted in Suffolk. Drury was een man van aanzien. In 1495 werd hij benoemd tot Speaker van het Britse Lagerhuis en persoonlijke raadgever van de koning. Bovendien was hij advocaat en een van de executeurs-testamentair van John de Vere (1442-1513), 13e graaf van Oxford. Bij de erfgenamen van John de Vere waren George Waldegrave en Sir Giles Alington, schoonzonen van Robert Drury.
Gedurende de 16e eeuw werden in het manuscript nog meer namen geschreven, van mensen die gerelateerd waren met de familie Drury.
“ … per me henricum Payne”
Op een bepaald moment schijnt het manuscript even te zijn overgaan naar iemand buiten de familie, want deze glos verwijst mogelijk naar Henry Payne uit Nowton, nabij Hawsted, een welgestelde advocaat, die in 1568 overleed. In zijn testament liet hij “my Chaucer written in vellum and illumyned with golde” na aan Sir Giles Alington, kleinzoon van Ursula Drury en haar echtgenoot Giles Alington. Daarmee kwam het manuscript opnieuw in de familie.

### Lord Richard North
De Ellesmere Chaucer bevat ook een aantal namen en glossen die geen verband hebben met de families de Vere en Drury, wat erop wijst dat het daarna nog van eigenaar is veranderd.
“1 Durum 5 Pati 68 R.North”
Deze glos bevat de datum 1568 en het motto ‘Durum pati’ van Roger North (ca. 1530-1600), 2e baron North. Het is niet bekend hoe hij in het bezit kwam van het manuscript. Wat verder in het manuscript is deze glos herhaald en zijn twee verzen toegevoegd, gesigneerd met ‘R. N.’ of ‘R. North’

### De familie Egerton
Na de dood van lord North in 1600 kwam het manuscript in handen van de familie Egerton, graven van Bridgewater.
De vader van de eerste graaf was Sir Thomas Egerton (1540-1617), baron Ellesmere en viscount Brackley. Net zoals lord North was hij een trouwe dienaar van koningin Elizabeth I en lid van de kroonraad. In 1604 kocht Thomas een klooster in Ashridge in Hertfordshire, dat bekendstond als het 'College of Bonhommes'. Daar richtte hij de Bridgewater Library op, die later beschreven werd als de grootste privébibliotheek van het Verenigd Koninkrijk. Het manuscript maakte voortaan deel uit van die Bridgewater Library.
John Egerton (1579-1649), die in 1617 1e graaf van Bridgewater werd, voegde de signatuur ‘Q3' aan het manuscript toe. Later werd dat door John Egerton (1622-1689), 2e graaf van Bridgewater, veranderd in ‘Q.3/3’.
Van generatie tot generatie bleef de Ellesmere Chaucer in Ashridge tot het in 1802 naar het Bridgewater House in Londen werd overgebracht. In datzelfde jaar kreeg het een nieuwe binding en kwam het in handen van George Granville Leveson-Gower, 2e markies van Stafford, toen die de Bridgewater Library en andere bezittingen, waaronder het Bridgewater House in Londen erfde. Van 1803 tot 1833 werd het de Stafford Chaucer genoemd. Francis Egerton, die in 1846 1e graaf van Ellesmere werd, erfde de bibliotheek en het manuscript werd voortaan de Ellesmere Chaucer genoemd. Datzelfde jaar stelde de graaf het manuscript ter beschikking van wetenschappers. De bibliotheek bleef in het bezit van de familie tot ze door John Francis Granville Scrope Egerton (1872-1944), 4e graaf van Ellesmere de manuscripten en boeken te koop aanbood via Sotheby & Co in een speciale catalogus, die in december 1916 uitgegeven werd. De Ellesmere Chaucer werd als parel van die collectie aangeboden.

### Henry Edwards Huntington
In 1917 kocht Henry E. Huntington(1850-1927), spoorwegmagnaat en kunstverzamelaar de volledige Bridgewater bibliotheek als particulier van Sotheby & Co. Hij is de laatste particuliere eigenaar van de Ellesmere Chaucer. Vanaf zijn dood in 1927 wordt het manuscript permanent tentoongesteld in de bibliotheek van The Huntington.

## Beschrijving
Het Ellesmere Chaucer-manuscript is een prachtig voorbeeld van vakmanschap, met uitvoerige verluchting en met een reeks afbeeldingen van de pelgrims uit The Canterbury Tales. Het is duidelijk een luxeartikel, bestemd voor een welgestelde opdrachtgever.
Het manuscript, 28,4 cm op 40 cm groot, is waarschijnlijk in Londen gemaakt en gebonden. Omstreeks 1911 was het gebonden in donkergroen marokijnleer, met het wapen van de Egertons op de voorkant. In 1994 werd die moderne binding van het manuscript verwijderd en in 1995 werd het opnieuw gebonden volgens de originele 15e-eeuwse techniek.
De Ellesmere Chaucer beslaat 240 bladen vellum, waarvan er 232 de tekst van The Canterbury Tales bevatten. De verhalen zijn geschreven in een anglicana formata geschrift door de scribent die ook het Hengwrt Chaucer-manuscript heeft gekopieerd. In 2004 werd hij geïdentificeerd als Adam Pinkhurst.
De overige bladen bevatten verzen, aantekeningen en krabbeltjes van verscheidene personen.

### De illuminatie
Nadat de tekst gekopieerd was, werden decoratieve boorden met bloempatronen en krullen aangebracht in een klassieke stijl.
De met wit opgelichte initialen, vier tot zes lijnen hoog, werden met blauw, roze en dof rood geschilderd op een gouden achtergrond. Groen werd weinig of niet gebruikt. De initialen zijn gevuld met bladmotieven en versierd met randen van gebladerte, bloemen en bloemknoppen in dezelfde kleuren.
Het manuscript bevat slechts twee drôleries, de ene op de eerste pagina van de General Prologue en de andere op de eerste pagina van de Prologue of the Clerk's Tale. Allebei zijn ze onderaan op de decoratieve rand geschilderd.
Kleinere gouden initialen zijn twee tot vier lijnen hoog. Ze bestaan uit witte patronen op bontgekleurd blauw en roze ondergronden. Paragrafen worden afwisselend gemarkeerd in blauw met rood of in goud met grijsblauw en verder in de tekst in goud met purper. Kopregels en aantekeningen in de marge worden ook voorafgegaan door deze paragraaftekens. Alinea's in verzen worden aangeduid met de term 'pausacio'.

### Portretten van de pelgrims
De Ellesmere Chaucer is het enige overgebleven manuscript dat de afbeeldingen van al de pelgrims bevat. Ze zitten allen te paard en staan telkens op de eerste bladzijde van het verhaal dat ze onderweg van Southwark naar Canterbury vertelden. Samen met enige symboliek - de Clerk (student) met boeken, de Physician (geneesheer) met een flesje urine - vormen ze meestal een waarheidsgetrouwe weergave van de beschrijving die Chaucer geeft in de General Prologue en in de verbindende tekst tussen de verhalen. De kunstenaars beeldden een variëteit aan paarden uit, en het lijkt erop dat ze er genoegen in schepten om het uitzicht van deze paarden te koppelen aan de persoonlijkheid van hun berijders.
In de General Prologue worden nog andere pelgrims vermeld. Die werden echter niet geschilderd, want Chaucer maakte zijn ambitieuze project nooit af. Ook het portret van de Host (waard) ontbreekt, aangezien die zelf geen verhaal vertelt. Pelgrim Chaucer beschrijft de Canon's Yeoman (knecht van de kanunnik) niet in de General Prologue, want de kanunnik en zijn knecht sloten zich pas onderweg aan bij het gezelschap. De Canon's Yeoman vertelde wel een verhaal en daardoor heeft ook hij een portret.
De portretten van de pelgrims variëren in grootte: het grootste is ongeveer 10 op 8 cm, het kleinste ongeveer 4,5 op 4,5 cm. Op de rechterpagina’s staan de illustraties aan de rechterkant van de tekst, op de linkerpagina’s gewoonlijk aan de linkerkant in een uitsparing in de decoratieve rand. Het portret van de Miller (molenaar) vormt hierop een uitzondering, want het bevindt zich ook aan de rechterkant.
Er waren verschillende kunstenaars aan het werk. Een ervan, veruit de beste, schilderde enkel het portret van pelgrim Chaucer. Een tweede was verantwoordelijk voor de afbeeldingen van de Monk (monnik), de Nun’s Priest (priester die de non vergezelt), de Second Nun (tweede non), de Canon’s Yeoman (knecht van de kanunnik) en de Manciple (econoom). Hij plaatste zijn pelgrims op een grasperkje. De overige schilderijtjes zijn kleiner en werden door een derde kunstenaar gemaakt. Mogelijk werkte er nog een vierde kunstenaar mee, die in dezelfde stijl werkte als de derde.
De Prioress (priores of kloostermoeder) en pelgrim Chaucer werden geschilderd voordat de decoratieve boord werd aangebracht, waardoor die boord en de initialen rechts van hun normale positie moesten worden gezet. Andere elementen werden geschilderd na de versierde rand, waardoor er soms delen van die rand moesten worden weggewerkt.

### Chaucers portret

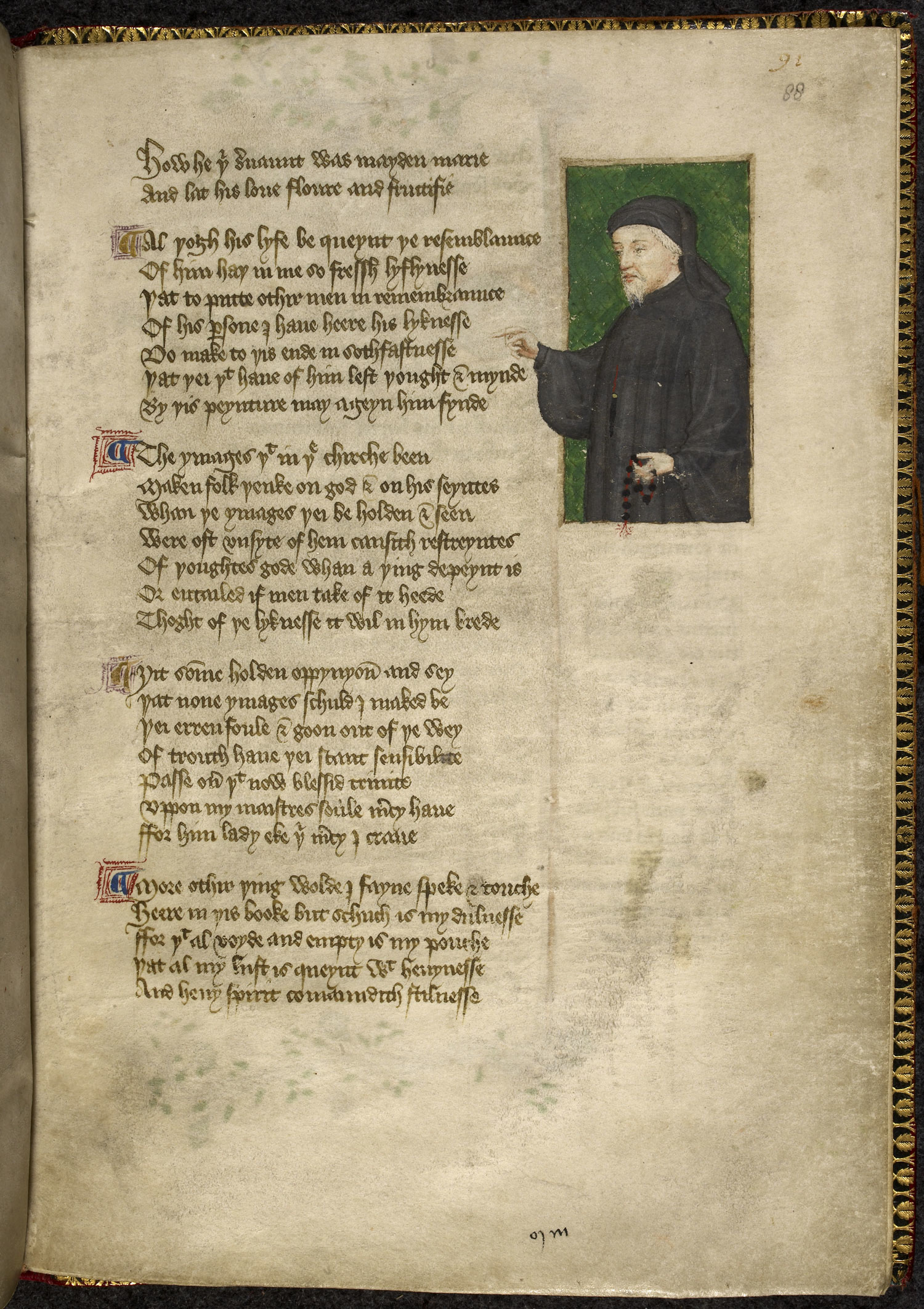
Het Hoccleve Harleian portret van Chaucer in het manuscript MS Harley 4866, British Museum.

Het portret van Chaucer als de pelgrim, die de verhalen navertelt, markeert het begin van zijn eigen verhaal The Tale of Melibee. Het werd geschilderd door de meest competente van de kunstenaars die aan de portretten in de Ellesmere Chaucer hebben gewerkt. Er is wel een discrepantie in de verhouding tussen het lichaam van Chaucer enerzijds en zijn benen en het paard anderzijds. Dit portret van Chaucer met gevorkte baard vertoont een opvallende gelijkenis met zijn portret bij het gedicht De Regimine Principum of The Regiment of Princes van Thomas Hoccleve (ca. 1368-1426). Dat portret, het Hoccleve Harleian portret genoemd, is het enige dat algemeen als levensecht wordt beschouwd, hoewel het ook uit het geheugen is geschilderd.
Hoccleve, die Chaucer persoonlijk kende, had een onbegrensde bewondering voor hem. In zijn gedicht schreef hij als volgt over het portret:
Althogh his lyf be qweynt, the resemblance

Of him hath in me so fressh lyflynesse,

That to putte othir men in remembrance

Of his persone, I have heere his liknesse

Do make to this ende, in soothfastnesse

That they that han of him lost thoght and mynde,

By this peynture may ageyn him fynde.— "Regiment of Princes 4992-4998"
Hoewel zijn leven is uitgedoofd, heeft de gelijkenis

Van hem in mij zo'n onbedorven levendigheid

Dat, om andere mensen te herinneren

Aan deze persoon, ik zijn portret hier heb

Doen maken, waarheidsgetrouw, met de bedoeling

Dat zij, die de herinnering aan hem hebben verloren,

Hem kunnen terugvinden door dit schilderij.

## Volgorde van de verhalen
Academici brengen de verhalen onder in fragmenten. In ieder fragment zijn de verhalen met elkaar verbonden en geven ze een duidelijke aanwijzing van hun volgorde, gewoonlijk doordat de ene verteller het woord doorgeeft aan de volgende. Tussen de fragmenten zelf zijn er geen uitdrukkelijke verbanden, behalve dan tussen IX-X en in de Ellesmere Chaucer tussen IV-V. Dit betekent dat men niet met zekerheid weet in welke volgorde Chaucer die fragmenten wilde laten lezen. De volgorde van de Ellesmere Chaucer, die verschilt van die van de Hengwrt Chaucer, is als volgt:
| Fragment | Verhalen |
| -------- | --- |
| I (A)    | General Prologue The Knight's Tale The Miller's Tale met proloog The Reeve's Tale met proloog The Cook's Tale met proloog                                                            |
| II (B1)  | The Man of Law's Tale met introductie, proloog en epiloog |
| III (D)  | The Wife of Bath's Tale met proloog The Friar's Tale met proloog The Summoner's Tale met proloog                                                                                     |
| IV (E)   | The Clerk's Tale met proloog The Merchant's Tale met proloog en epiloog |
| V (F)    | The Squire's Tale met inleiding The Franklin's Tale met proloog |
| VI (C)   | The Physician's Tale The Pardoner's Tale met introductie en proloog |
| VII (B2) | The Shipman's Tale The Prioress's Tale met proloog The Tale of Sir Thopas met proloog The Tale of Milibee The Monk's Tale met proloog The Nun's Priest's Tale met proloog en epiloog |
| VIII (G) | The Second Nun's Tale met proloog The Canon's Yeoman's Tale met proloog |
| IX (H)   | The Manciple's Tale met proloog |
| X (I)    | The Parson's Tale met proloog Chaucer's Retraction |

## De facsimile's van de Ellesmere Chaucer
Ter gelegenheid van de 75e verjaardag van The Huntington werd in 1995 opdracht gegeven aan een Japanse firma voor het maken van een facsimile op ware grootte van de Ellesmere Chaucer.

### The New Ellesmere Chaucer Facsimile
Deze facsimile, in volledige kleurendruk en ingelegd met goud, werd gedrukt op Engels papier van hoge kwaliteit met een lange levensduur. Het oorspronkelijke camerawerk werd in de Huntington Library gedaan. Het resultaat van dit werk, waaraan internationale experts deelnamen, is een prachtige facsimile, die in 1996 werd uitgegeven in een beperkte oplage van 250 exemplaren.
De facsimile werd in twee versies uitgebracht, de ene genaaid en gebonden in een vroeg-15e-eeuws type binding met eiken planken en bruin kalfsleer, de andere met ongenaaide bladen. Beide versies werden voorzien van een lederen omhulsel.

### The New Ellesmere Chaucer Monochromatic Facsimile
Van de transparanten, die de basis vormden van de polychrome facsimile, werd ook een monochrome versie op ware grootte gemaakt. Deze vertoont dezelfde textuur en verluchting als het originele manuscript. Het bevat een frontispice in kleur en het werd in 1997 in een oplage van 1000 exemplaren uitgegeven.